# Muzio Effrem
Muzio Effrem (Bari, Pulla, 4 de novembre de 1549 - primer terç del segle xvii) fou un compositor madrigalista italià.
Fou mestre de capella del príncep de Venusa, Jesualdo, i per l'any 1622 ho era del duc de Màntua. Es dedicà especialment a la composició de madrigals a l'estil napolità. Com que algunes de les seves produccions foren objecte de censura per part del seu rival Marco da Gagliano, publicà Censure di Mutio Efferm sopra il sesto libro de Madrigali di M. Marco da Gagliano, maestro di capella della cathedrale di Fiorenza, que provoca una forta controvèrsia entre els seguidors d'un i altra compositors.
En la col·lecció de De Antiquia s'hi troba una composició d'aquest autor titulada Perche non m'ami, o vita?.